# Regno medio-assiro
Il Regno medio-assiro è una fase storica del Regno assiro, posta tra il Regno paleo-assiro (XIV secolo a.C.) e il Regno neo-assiro (X secolo a.C.).
Svincolatasi dalla dominazione dei popoli stranieri (Babilonesi e Mitannici), l'Assiria tornò al potere dal 1365 a.C. al 1074 a.C., con i regni di Ashur-uballit I, Tukulti-Ninurta I (1244-1208 a.C.) e Tiglatpileser I.

Ashur-uballit estese il controllo assiro sulle ricche terre agricole di Ninive e Arbela a nord. Tiglatpileser controllò le redditizie rotte carovaniere che attraversavano la Mezzaluna fertile dal Mediterraneo al Golfo Persico. Gran parte delle campagne militari di Tiglatpileser e successori furono dirette contro le tribù aramaiche della Siria che premevano sui centri assiri ed entro la fine del II millennio a.C. aveva portato alla perdita di gran parte del territorio assiro nell'Alta Mesopotamia. Dopo la morte di Tiglatpileser I (1076 a.C.), l'Assiria ristagnò per 150 anni. Il periodo dal 1200-900 a.C., spesso indicato come "Collasso dell'Età del Bronzo" fu un'era nefasta per tutte le regioni del Vicino Oriente, del Nordafrica, del Caucaso, del Mediterraneo e dei Balcani, con grandi sconvolgimenti e movimenti di massa di persone. L'Assiria fu però in una posizione più vantaggiosa in questo periodo rispetto a potenziali rivali come l'Egitto, Babilonia, Elam, Frigia, Urartu, Persia e Media.

## Storia

### Espansione e nascita dell'impero medio-assiro (1392-1056 a.C.)
Durante il regno di Eriba-Adad I (1392-1366 a.C.), l'influenza di Mitanni sull'Assiria declinò. Eriba-Adad I fu coinvolto in una battaglia dinastica tra Tushratta e suo fratello Artatama II e poi suo figlio Shuttarna III che, definitosi re degli Hurriti, cercò sostegno dagli Assiri. Una fazione pro-Assiria apparve alla corte reale di Mitanni. Eriba-Adad I aveva così finalmente spezzato l'influenza di Mitanni sull'Assiria, e aveva reso l'Assiria influente negli affari di Mitanni.
Ashur-uballit I (regno 1365-1330 a.C.) successe al trono d'Assiria e si dimostrò un fiero, ambizioso e potente sovrano. La pressione assira da sud-est e quella ittita da nord-ovest permisero ad Ashur-uballit I di spezzare il potere di Mitanni. Incontrò e sconfisse definitivamente Shuttarna II, il re Mitanni in battaglia, rendendo l'Assiria ancora una volta una potenza imperiale a spese non solo degli stessi Mitanni ma anche dei Cassiti di Babilonia, degli Hurriti e degli Ittiti; e venne un tempo in cui il re cassita in Babilonia fu felice di sposare Muballiṭat-Šērūa, la figlia di Ashur-uballit, le cui lettere ad Akhenaton d'Egitto fanno parte delle cosiddette Lettere di Amarna. Questo matrimonio fu disastroso per Babilonia. I Cassiti uccisero il re mezzosangue e posero un pretendente sul trono. Assur-uballit I invase prontamente Babilonia per vendicare suo genero, depose l'usurpatore e intronò Kurigalzu II. Ashur-uballit I attaccò e sconfisse Shattiwaza di Mitanni nonostante le interferenze del re ittita Šuppiluliuma I, timoroso del crescente potere assiro. Le terre di Mitanni e Hurriti furono prontamente annesse all'Assiria che divenne così un vasto e potente impero.
Enlil-nirari (regno 1329-1308 a.C.) succedette ad Ashur-uballit I. Nelle lettere ai re ittiti si descrisse come un "Grande Re" ( Sharru rabû ). Fu immediatamente attaccato da Kurigalzu II di Babilonia ma lo sconfisse, lo respinse e annetté terre babilonesi settentrionali al dominio assiro. Il suo successore, Arik-den-ili (regno 1307-1296 a.C.), consolidò il potere assiro e condusse con successo una campagna nei monti Zagros a est, soggiogando i Lullubi e i Gutei. In Siria, sconfisse le tribù semitiche del cosiddetto gruppo "Ahlamu", forse i predecessori degli Aramei o di una loro tribù.
Il XIII secolo a.C. fu caratterizzato per l'Assiria dal regno di tre monarchi insolitamente longevi, il cui operato fu fondamentale per l'evoluzione dell'Impero e le cui gesta sono ben documentata da un ricco numero di evidenze: Adad-nirari I (regno 1295-1275 a.C.), Salmanassar I (regno 1274-1244 a.C.) e Tukulti-Ninurta I (regno 1244-1207 a.C.).
Adad-nirari I (regno 1295-1275 a.C.) fece di Kalhu (la biblica "Nimrud") la sua capitale e continuò l'espansione a nord-ovest, principalmente a spese di Ittiti e Hurriti, conquistando, tra le altre, Karkemiš. Si portò poi nell'Anatolia nord-orientale, conquistando Shupria e fece ulteriori conquiste a sud, annettendo altro territorio babilonese e costringendo i Cassiti ad accettare nuove frontiere più favorevoli all'Assiria. Le iscrizioni di Adad-nirari sono più dettagliate di quelle dei suoi predecessori. Dichiara che gli dèi mesopotamici lo chiamarono alla guerra, una dichiarazione usata dalla maggior parte dei re assiri successivi. Anch'egli si riferì a sé stesso come Sharru Rabi e condusse ampi progetti di costruzione ad Assur e nelle province.
Salmanassar I (regno 1274-1244 a.C.) dimostrò parimenti di essere un grande re-guerriero. Conquistò il regno hurrita di Urartu che avrebbe compreso la maggior parte dell'Anatolia orientale e delle montagne del Caucaso nel IX secolo a.C. e sottomise i feroci Gutei degli Zagros. Attaccò i Mitanno-Hurriti, sconfiggendo re Shattuara I e i suoi alleati Ittiti e Aramei, distruggendo così completamente il regno mittano-hurrita. Durante la campagna contro gli Ittiti, Shattuara tagliò le scorte di cibo e acqua all'esercito assiro ma gli Assiri si liberarono in una battaglia disperata, contrattaccarono, conquistarono e annessero ciò che restava del suo regno. Salmanassar intronò un principe assiro, Ilu-ippada, come sovrano di Mitanni, con governatori assiri come Meli-sah installati per governare le singole città. Gli Ittiti, fallito il salvataggio di Mitanni, si allearono per molti anni con Babilonia in una guerra economica senza successo contro l'Assiria. L'Assiria era ora un grande e potente impero e una grave minaccia per gli interessi egizi e ittiti nella regione e fu forse per questo motivo che queste due potenze, in guerra tra loro, si rappacificarono rapidamente. Come suo padre, Salmanassar fu un grande costruttore e ampliò ulteriormente la città di Kalhu all'incrocio dei fiumi Tigri e Zab.

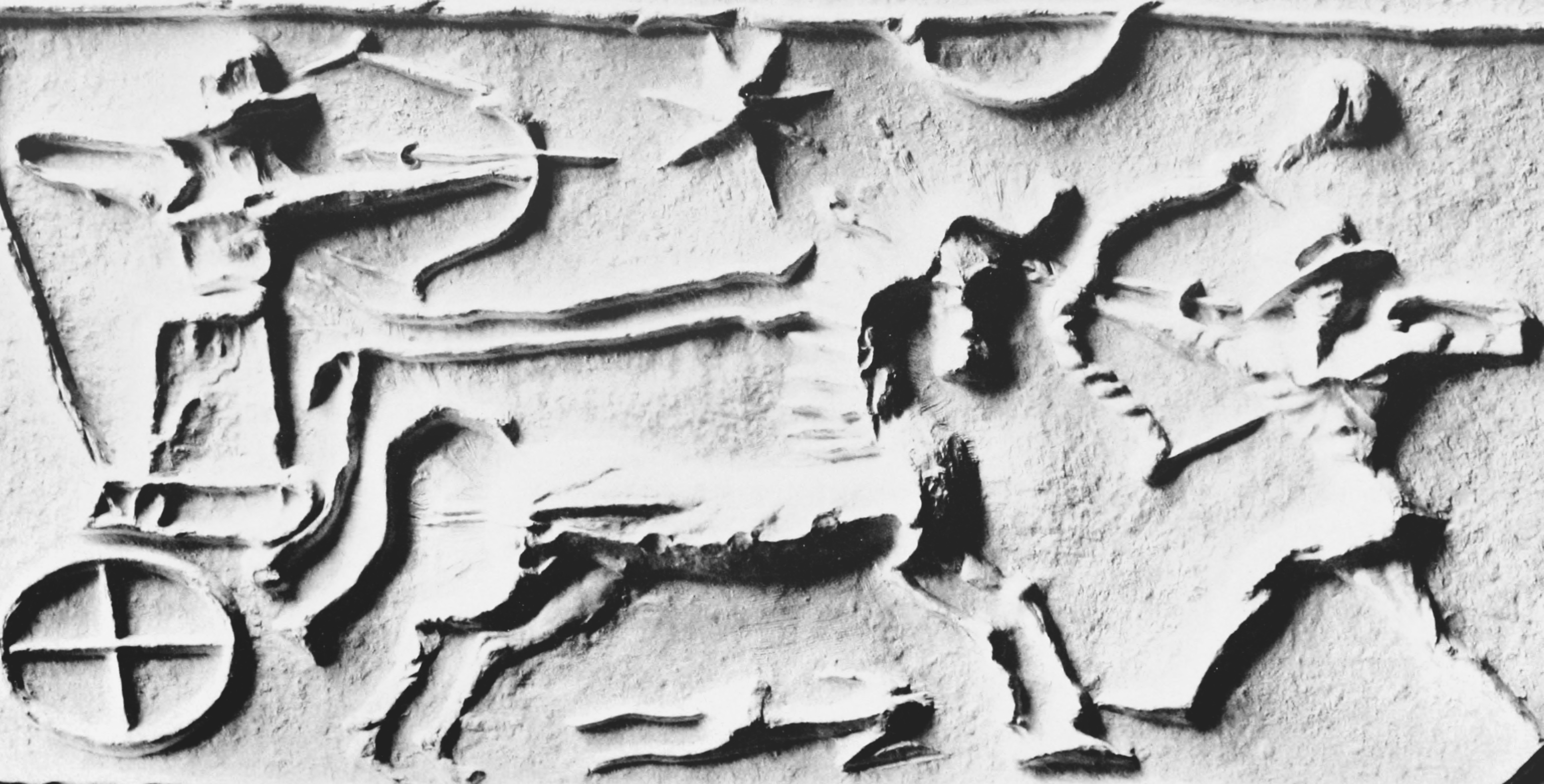
Sigillo dell'Impero medio-assiro - 1400-1100 a.C.

Il figlio e successore di Salmanassar, Tukulti-Ninurta I (regno 1244-1207 a.C.) sconfisse gli Ittiti di Tudhaliya IV nella battaglia di Nihriya e prese migliaia di prigionieri. Poi conquistò Babilonia, prendendo Kashtiliash IV come prigioniero e regnandovi con il vecchio titolo "Re di Sumer e Akkad" usato per la prima volta da Sargon di Akkad. Tukulti-Ninurta I divenne così il primo mesopotamico nativo di lingua accadica a governare lo stato di Babilonia, fondato dagli Amorrei e poi passato ai Cassiti. Tukulti-Ninurta fece una petizione al dio Shamash prima di iniziare la sua controffensiva. Kashtiliash IV fu catturato, da solo, da Tukulti-Ninurta secondo il suo racconto, che "calpestò i miei piedi sul suo collo signorile come se fosse uno sgabello" e lo deportò ignominiosamente in catene in Assiria. Gli Assiri vittoriosi demolirono le mura di Babilonia, massacrarono molti abitanti, saccheggiarono e saccheggiarono la città fino al tempio di Esagila, dove si allontanò con la statua di Marduk. Poi si proclamò "re di Karduniash, re di Sumer e Akkad, re di Sippar e Babilonia, re di Dilmun e Melukhkha". I testi del Medio Assiro rinvenuti nell'antico Dūr-Katlimmu, includono una lettera di Tukulti-Ninurta al suo sukkal rabi'u, o gran visir, Ashur-iddin, che lo avvisa dell'approccio del suo generale Shulman-mushabshu che scorta il prigioniero Kashtiliash, sua moglie, e il suo seguito che comprendeva un gran numero di donne, in viaggio verso l'esilio dopo la sua sconfitta. Nel processo sconfisse gli Elamiti, che a loro volta desideravano Babilonia. Ha anche scritto un poema epico che documenta le sue guerre contro Babilonia ed Elam. Dopo una rivolta babilonese, fece irruzione e saccheggiò i templi di Babilonia, considerato un atto di sacrilegio. Quando i rapporti con il sacerdozio di Ashur iniziarono a deteriorarsi, Tukulti-Ninurta costruì una nuova capitale; Kar-Tukulti-Ninurta. Un certo numero di storici, tra cui Julian Jaynes, identificano Tukulti-Ninurta I e le sue gesta - insieme a Gilgamesh, Sargon I e Ur-Nammu - come l'origine storica del personaggio biblico Nimrod nell'Antico Testamento.

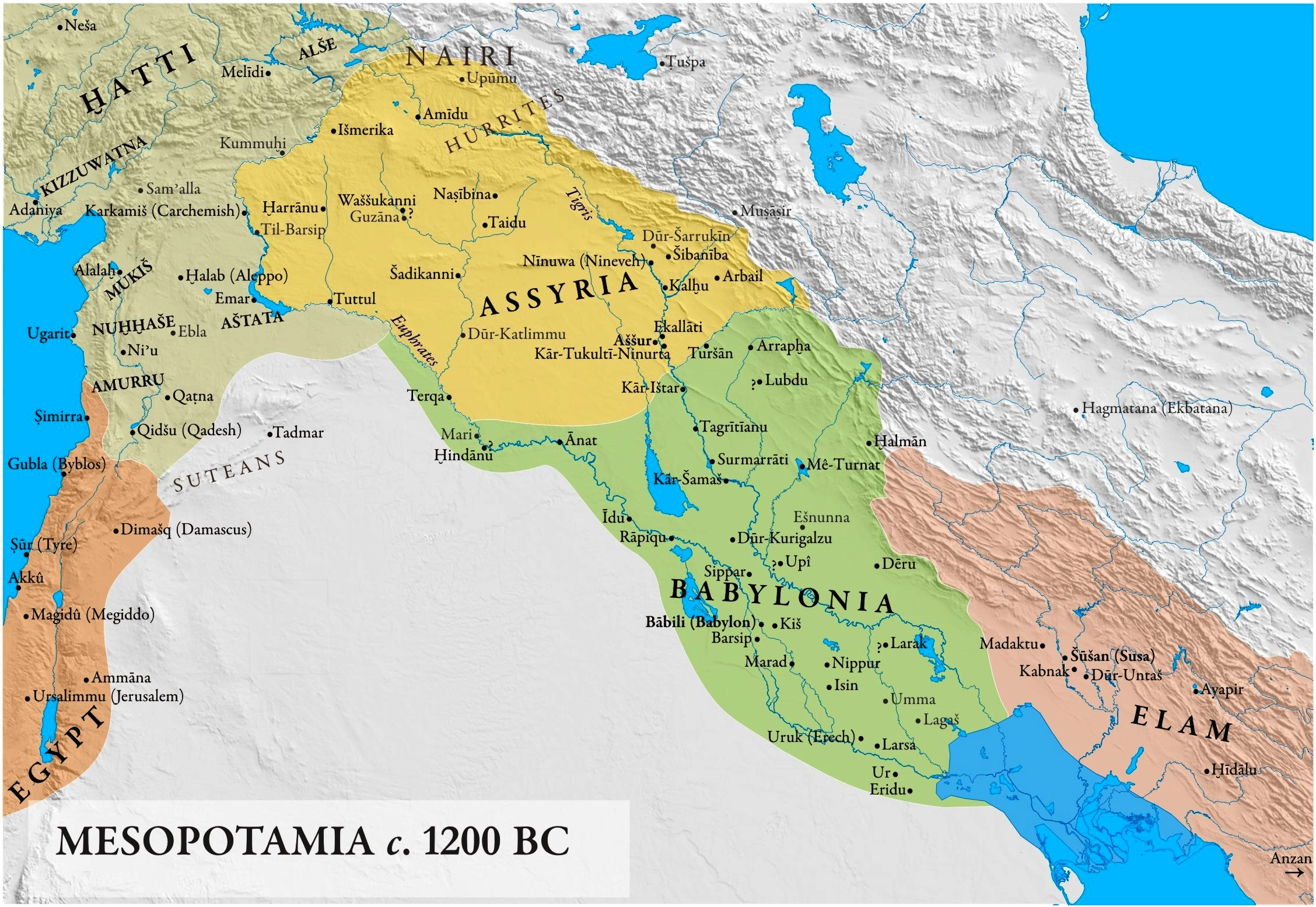
Mesopotamia e Impero medio-assiro, 1200 a.C.

I figli di Tukulti-Ninurta si ribellarono e assediarono il vecchio re nella sua capitale. Fu assassinato e gli successe Assur-nadin-apli (regno 1206-1203 a.C.) che lasciò la direzione del suo impero ai governatori regionali assiri come Adad-bēl-gabbe. Seguì un altro periodo instabile per l'Assiria, lacerato da periodi di lotte interne e il nuovo re fece solo tentativi simbolici e infruttuosi di riconquistare Babilonia, i cui re cassiti avevano approfittato degli sconvolgimenti in Assiria e si erano liberati dal dominio assiro. Tuttavia, la stessa Assiria non fu minacciata da potenze straniere durante i regni di Assur-nirari III (1202-1197 a.C.), Enlil-kudurri-usur (1196-1193 a.C.) e Ninurta-apal-Ekur (1192-1180 a.C.), sebbene Ninurta-apal-Ekur usurpò il trono da Enlil-kudurri-usur.
Assur-dan I (regno 1179-1133 a.C.) stabilizzò i disordini interni in Assiria durante il suo regno insolitamente lungo, reprimendo l'instabilità. Durante gli anni del crepuscolo dei Cassiti di Babilonia, registrò di aver conquistato la Babilonia settentrionale, comprese le città di Zabano, Irriya e Ugar-sallu durante i regni di Marduk-apla-iddina I e Zababa-shuma-iddin, saccheggiandoli e "portando il loro vasto bottino in Assiria". Tuttavia, la conquista della Babilonia settentrionale portò l'Assiria in conflitto diretto con Elam che aveva preso il resto della Babilonia. I potenti Elamiti, sotto il re Shutruk-Nakhunte I, freschi dal saccheggio di Babilonia, entrarono in una lunga guerra con l'Assiria, presero brevemente la città assira di Arrapha, che Ashur-Dan I poi riconquistò, sconfiggendo infine gli Elamiti e imponendo loro un trattato nel processo.
Un altro brevissimo periodo di sconvolgimento interno seguì la morte di Ashur-Dan I, nel 1133 a.C. Il successore designato, Ninurta-tukulti-Assur, fu deposto nel primo anno di regno dal fratello Mutakkil-Nusku e costretto a fuggire in Babilonia. Mutakkil-Nusku morì nello stesso anno e un terzo fratello, Assur-resh-ishi I (1133–1116 aC) salì al trono ed avviò un nuovo periodo d'espansione imperiale. Come l'impero ittita collassato sotto i colpi degli indoeuropee Frigi (chiamati Mushki negli annali assiri), Babilonia e Assiria cominciarono a contendersi le regioni aramee (Siria), precedentemente sotto fermo controllo ittita. Fu lì che le forze assire sconfissero Nabucodonosor I di Babilonia in diverse occasioni. L'Assiria invase ed annetté le terre ittite Asia Minore, Aram (Siria) e le regioni dei Gutei e Cassiti negli Zagros.

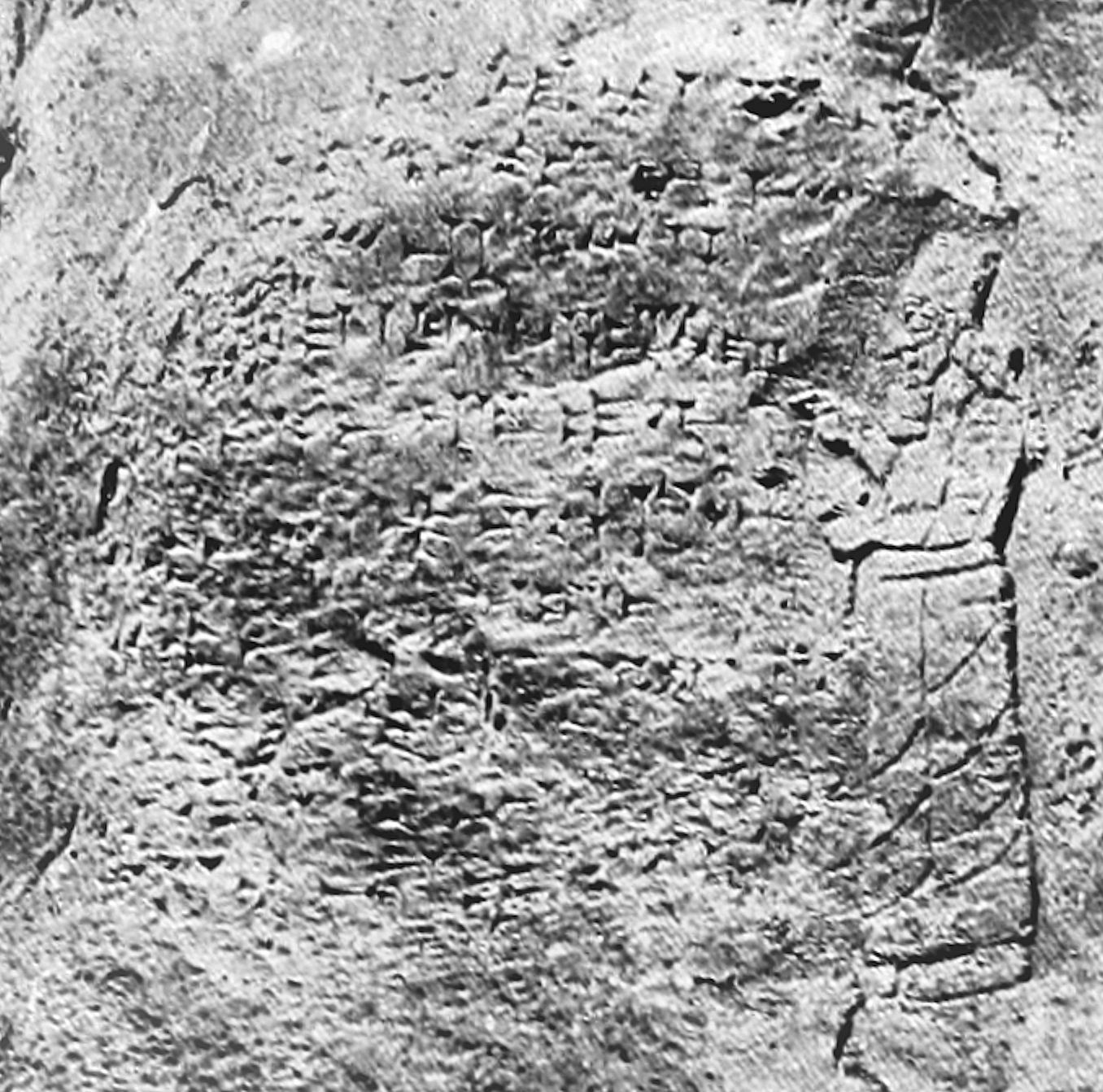
Rilievo rupestre di Tiglatpileser I (1114-1076 a.C.).

Tiglatpileser I (regno 1115-1077 a.C.), contende a Shamshi-Adad I e Ashur-uballit I il primato di vero fondatore del primo impero assiro. Figlio di Ashur-resh-ishi I, salì al trono alla morte del padre e divenne uno dei più grandi conquistatori assiri durante i suoi 38 anni di regno. La sua prima campagna nel 1112 a.C. fu contro i Frigi che avevano tentato di occupare alcuni distretti assiri nella regione dell'Alto Eufrate dell'Asia Minore; dopo aver sconfitto e cacciato i Frigi, invase i regni Luwiani di Commagene, Cilicia e Cappadocia nell'Asia Minore occidentale e scacciò i Neo-Ittiti dalla provincia assira di Subartu, a nord-est di Malatya. In una campagna successiva, le forze assire penetrarono in Urartu, nelle montagne a sud del Lago di Van e poi si voltarono verso ovest per ricevere la sottomissione di Malatya. Nel suo quinto anno, Tiglatpileser attaccò di nuovo Commagene, Cilicia e Cappadocia, e mise un record delle sue vittorie inciso su lastre di rame in una fortezza che costruì per garantire le sue conquiste anatoliche. Gli aramei della Siria settentrionale e centrale furono i prossimi obiettivi del re assiro, che si fece strada fino alle sorgenti del Tigri. Il controllo della strada maestra per il Mediterraneo fu assicurato dal possesso della città ittita di Pitru all'incrocio tra l'Eufrate e Sajur; da lì ha proceduto alla conquista delle città-stato cananee / fenicie di Byblos, Tiro, Sidone, Simyra, Berytus (Beirut), Aradus e infine Arvad dove si imbarcò su una nave per navigare nel Mediterraneo, sulla quale uccise un nahiru o "mare" -cavallo "(che A. Leo Oppenheim traduce come un narvalo) nel mare. Amava appassionatamente la caccia ed era anche un grande costruttore. L'opinione generale è che il restauro del tempio degli dei Assur e Hadad nella capitale assira di Assur fosse una delle sue iniziative. Inoltre invase e sconfisse Babilonia due volte, assumendo il vecchio titolo "Re di Sumer e Akkad", costringendo il tributo a Babilonia, sebbene in realtà non depose l'attuale re in Babilonia, dove l'antica dinastia cassita era stata soppiantata da una dinastia elamita.

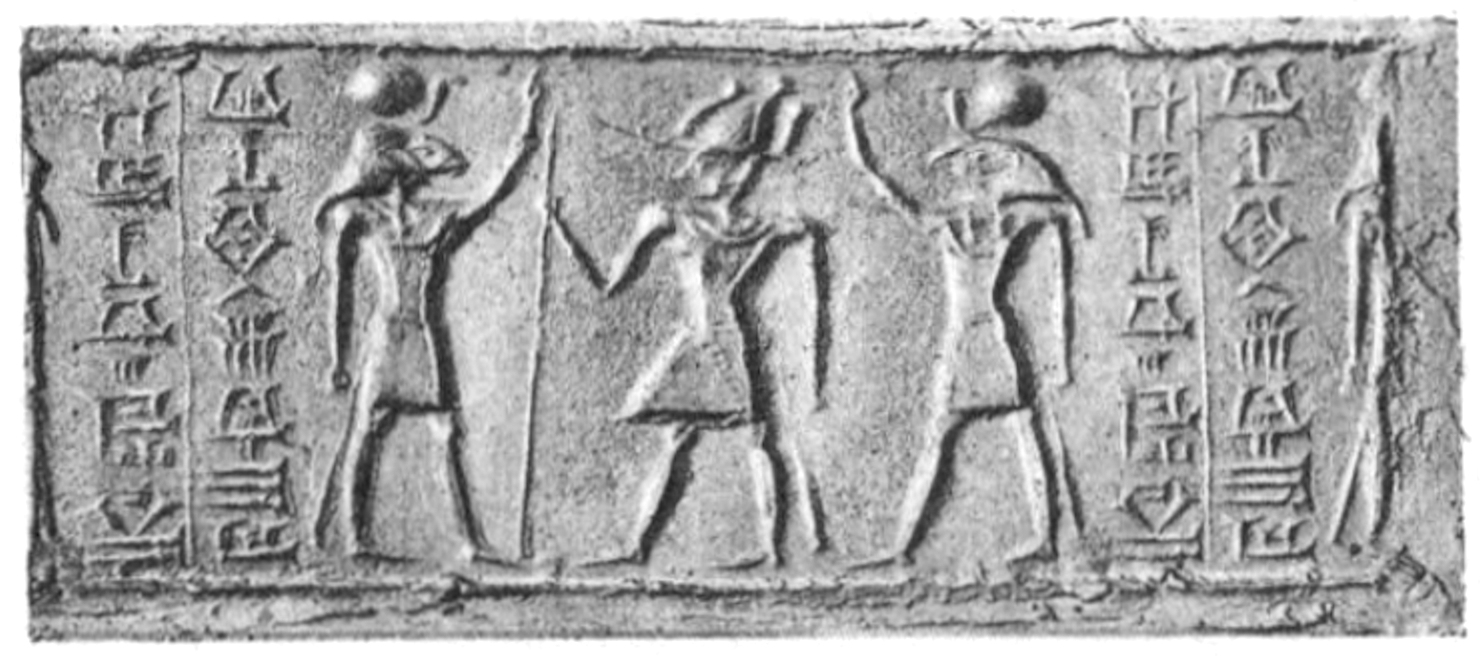
Sigillo cilindrico Egitto-assiro, con scrittura cuneiforme.

Alla morte di Tiglatpileser gli successe il figlio Asharid-apil-Ekur che regnò per soli due anni (1076-1074 a.C.) e fu sostituito dal fratello Assur-bel-kala (regno 1073-1056 a.C.) che seppe tenere unito il vasto impero lasciatogli dal padre. Condusse una campagna vittoriosa contro Urartu e la Frigia a nord e contro gli Aramei a ovest. Mantenne rapporti amichevoli con Marduk-shapik-zeri di Babilonia; tuttavia, alla morte di quel re, invase Babilonia e depose il nuovo sovrano Kadašman-Buriaš, nominando Adad-apla-iddina suo vassallo in Babilonia. Ha costruito alcuni dei primi esempi di giardini zoologici e giardini botanici ad Ashur, raccogliendo ogni sorta di animali e piante dal suo impero e ricevendo una collezione di animali esotici come tributi dall'Egitto. Era anche un grande cacciatore, descrivendo le sue imprese "nella città di Araziqu che è prima della terra di Hatti e ai piedi del Monte Libano ". Queste posizioni dimostrano che durante il suo regno l'Assiria controllava ancora un vasto impero. Verso la fine del suo regno, scoppiò una guerra civile nell'Impero: una ribellione orchestrata da Tukulti-Mer, un pretendente al trono. Ashur-bel-kala alla fine schiacciò Tukulti-Mer e i suoi alleati ma l'instabilità generatasi aveva permesso alle orde degli Aramei di approfittare della situazione e di spingersi sul territorio controllato dagli assiri da ovest. Ashur-bel-kala li contrattaccò e conquistò fino a Carchemish e alla sorgente del fiume Khabur ma alla fine del suo regno molte aree della Siria e della Fenicia-Canaan a ovest di queste regioni fino al Mediterraneo, precedentemente sotto il fermo controllo assiro, alla fine furono perse dall'impero assiro.

### L'Assiria al Collasso dell'Età del bronzo (1055–936 a.C.)

Invasioni, distruzioni e possibili spostamenti di popolazioni tra il XIII e XI secolo a.C.

Il cosiddetto "Collasso dell'Età del Bronzo" (1200-900 a.C. circa) fu un'età oscura per tutte le regioni del Vicino Oriente, del Nordafrica, dell'Asia Minore, del Caucaso, del Mediterraneo e dei Balcani, con grandi sconvolgimenti e movimenti di massa di persone.
I popoli semitici del Vicino Oriente come gli Aramei, i Caldei e i Sutei si trasferirono in aree a ovest e sud dell'Assiria, compresa la maggior parte della Babilonia meridionale. Popolazioni indoeuropee di lingua iranica come Medi, Persiani e Parti si spostarono nelle terre ad est di Assiria, scacciando i nativi Gutei e premendo sul regno di Elam e sulla Mannea (tutte antiche civiltà non indoeuropee dell'Iran). A nord, i Frigi invasero gli Ittiti e un nuovo stato hurrito chiamato "Urartu" sorse nell'Anatolia orientale e nel Caucaso. Cimmeri, Colchiani (Georgiani) e Sciti si stanziarono intorno al Mar Nero e al Caucaso. L'Egitto crollò (v.si Secondo Periodo Intermedio dell'Egitto). Gli Israeliti stavano combattendo con altri popoli cananei semitici (Amalechiti, Moabti, Edomiti e Ammoniti) e non-semiti (Peleset/Filistei, probabilmente uno dei cosiddetti Popoli del Mare) per il controllo del sud di Canaan.
L'Assiria e il suo impero non furono indebitamente influenzati da questi tumultuosi eventi per 150 anni, forse l'unico antico potere che non lo fu. Tuttavia, alla morte di Assur-bel-kala nel 1056 a.C., l'Assiria subì un declino comparativo per i successivi 100 anni circa. L'impero si ridusse in modo significativo e nel 1020 a.C. l'Assiria sembra aver controllato solo le aree vicine alla stessa Assiria, essenziale per mantenere aperte le rotte commerciali nell'Aramea orientale, nell'Asia Minore sudorientale, nella Mesopotamia centrale e nell'Iran nordoccidentale. Nonostante l'apparente debolezza dell'Assiria rispetto alla sua precedente potenza, in fondo rimase in realtà una nazione solida e ben difesa i cui guerrieri erano i migliori del mondo. L'Assiria, con la sua stabile monarchia, il potente esercito e le frontiere sicure era in una posizione più forte durante questo periodo rispetto a potenziali rivali come Egitto, Babilonia, Elam, Frigia, Urartu, Persia e Media. Re come Assur-bel-kala, Eriba-Adad II, Assur-rabi II, Assurnasirpal I, Tiglatpileser II e Assur-dan II difesero con successo i confini dell'Assiria e mantennero la stabilità durante questo periodo tumultuoso. Sembra infatti che i monarchi assiri del tempo abbiano optato per una politica di mantenimento e difesa di una nazione compatta e sicura e di colonie satelliti che la circondavano immediatamente, intervallandola con sporadiche incursioni punitive e invasioni dei territori vicini quando se ne presentava la necessità.
Eriba-Adad II governò solo per due anni, e in quel periodo continuò la campagna contro gli aramei e neo-ittiti prima di essere deposto dall'anziano zio Shamshi-Adad IV (1053-1050 a.C.) che sembra aver avuto un regno senza incidenti. Assurnasirpal I (1049-1031 a.C.) gli succedette e durante il suo regno continuò a fare campagne senza fine contro gli Aramei a ovest. Anche l'Assiria fu colpita dalla carestia durante questo periodo. Salmanassar II (1030-1019 a.C.) sembra aver perso il territorio nel Levante a causa degli Aramei, che sembra abbiano anche occupato Nairi nel sud-est dell'Asia Minore, fino a quel momento una colonia assira.
Assur-nirari IV salì al trono nel 1018 a.C. e conquistò la città babilonese di Atlila da Simbar-Shipak, continuando le campagne assire contro gli aramei. Fu però deposto dopo soli cinque anni di regno dallo zio Assur-rabi II durante il cui regno (1013-972 a.C.) le tribù aramee presero le città di Pitru e Mutkinu (conquistate e colonizzate a suo tempo da Tiglatpileser I). Questo evento ha mostrato fino a che punto l'Assiria poteva affermarsi militarmente quando se ne presentava la necessità. Il re assiro attaccò gli aramei, si fece strada fino al Mediterraneo e costruì una stele nella zona del monte Atalur.
Assur-resh-ishi II (971-968 a.C.) con ogni probabilità un uomo abbastanza anziano a causa della durata del regno di suo padre, ha avuto un periodo di governo in gran parte tranquillo, preoccupandosi di difendere i confini dell'Assiria e condurre vari progetti di ricostruzione all'interno dell'Assiria.
Tiglatpileser II (967-936 a.C.) gli succedette e regnò per 28 anni. Ha mantenuto le politiche dei suoi recenti predecessori, ma sembra che abbia avuto un regno senza incidenti.

### L'Impero neo-assiro (post 911 a.C.)
A partire dalle campagne di Adad-nirari II, l'Assiria divenne nuovamente una grande potenza, rovesciando infine la XXV dinastia egizia e conquistando Elam, Urartu, Media, Persia, Mannea, Gutium, Fenicia / Cananea, Penisola arabica, Regno di Israele, Regno di Giuda, Filistea, Edom, Moab, Samarra, Cilicia, Cipro, Caldea, Regno nabateo, Regno di Commagene, Dilmun, Shutu e i Neo-Ittiti; cacciando Nubiani, Kushiti ed Etiopi dall'Egitto; sconfiggendo i Cimmeri e gli Sciti; esigendo tributi dalla Frigia tra gli altri.
L'Impero neo-assiro (911-609 a.C.) fu il più grande impero del mondo allora esistito e perfezionò le prime tecniche di governo imperiale, molte delle quali divennero standard negli imperi successivi, e furono i primi ad armare sistematicamente con armi di ferro e le loro truppe oltre che ad impiegare tattiche militari avanzate ed efficaci.

## Società nel periodo medio assiro

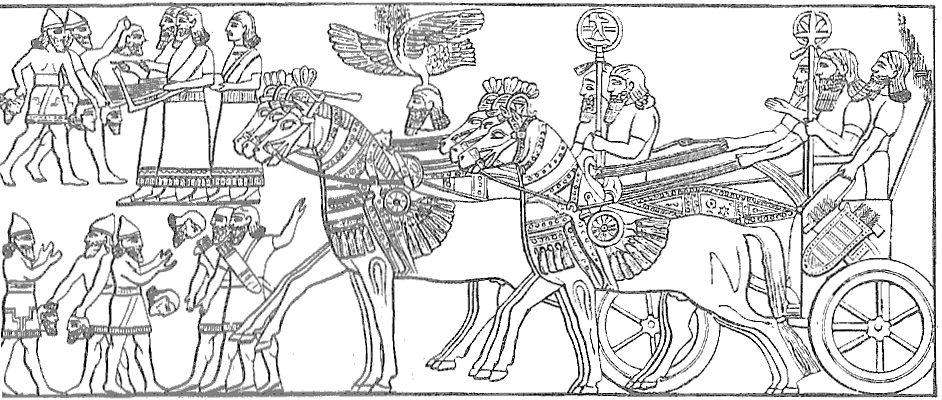
Le truppe assire tornano dopo la vittoria.

L'Assiria aveva difficoltà a mantenere aperte le rotte commerciali. A differenza della situazione nel periodo antico-assiro, il commercio di metalli anatolici era effettivamente dominato dagli Ittiti e dagli Hurriti . Queste persone ora controllavano i porti del Mediterraneo, mentre i Kassiti controllavano la rotta fluviale a sud del Golfo Persico.
Il regno del Medio Assiro era ben organizzato e sotto il fermo controllo del re, che fungeva anche da sommo sacerdote di Ashur, il dio dello stato. Aveva determinati obblighi da adempiere nel culto e doveva fornire risorse per i templi. Il sacerdozio divenne un potere importante nella società assira. Si pensa che i conflitti con il sacerdozio siano stati dietro l'omicidio del re Tukulti-Ninurta I.
Le principali città assire del periodo medio erano Ashur, Kalhu (Nimrud) e Ninive, tutte situate nella valle del fiume Tigri. Alla fine dell'età del bronzo, Ninive era molto più piccola di Babilonia, ma era ancora una delle principali città del mondo (popolazione di circa 33.000 abitanti). Alla fine del periodo neo-assiro, era cresciuto fino a una popolazione di 120.000 abitanti, ed era forse la città più grande del mondo in quel momento.

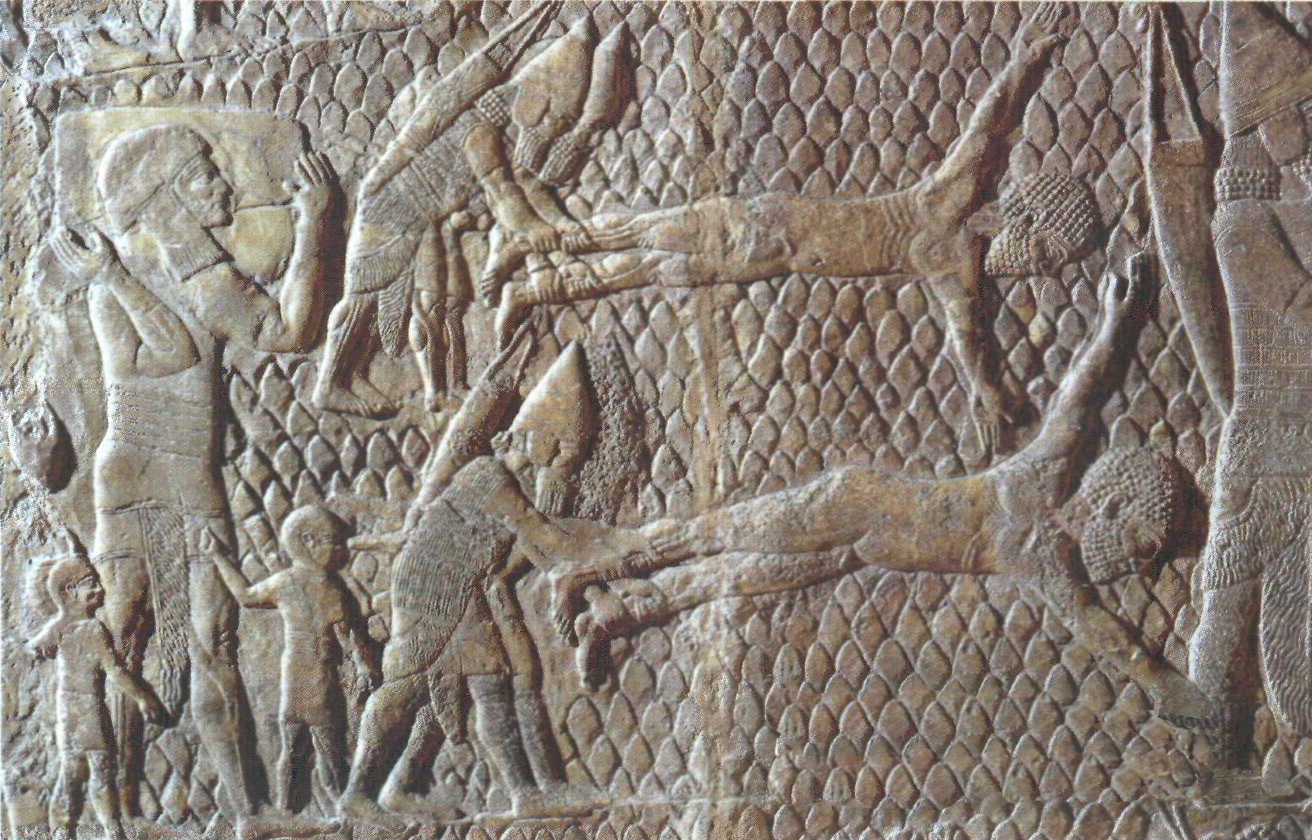
Gli Assiri scuoiano vivi i loro prigionieri.

Il periodo medio assiro è segnato dalle lunghe guerre combattute durante questo periodo che hanno contribuito a costruire l'Assiria in una società guerriera. Il re dipendeva sia dalla classe cittadina che dai sacerdoti nella sua capitale e dalla nobiltà terriera che forniva i cavalli necessari all'esercito dell'Assiria. Documenti e lettere illustrano l'importanza di quest'ultimo per la società assira. L'Assiria necessitava di meno irrigazione artificiale di Babilonia e l'allevamento di cavalli era esteso. Sono state trovate porzioni di testi elaborati sulla cura e la formazione di loro. Il commercio è stato effettuato in tutte le direzioni. La regione montuosa a nord e ad ovest dell'Assiria era una delle principali fonti di minerali metallici, oltre che di legname. I fattori economici erano un casus belli comune.
L'architettura assira, come quella di Babilonia, fu influenzata dagli stili Sumero-accadici (e in una certa misura Mitanni), ma sviluppò presto il proprio stile distintivo. I palazzi sfoggiavano decorazioni murali colorate e il taglio dei sigilli (un'arte appresa da Mittani) si sviluppò rapidamente. Le scuole per scribi insegnavano sia il dialetto babilonese che quello assiro dell'accadico, e le opere letterarie sumere e accadiche venivano spesso copiate con un sapore assiro. Il dialetto assiro dell'accadico era usato in testi legali, ufficiali, religiosi e pratici come la medicina o le istruzioni sulla produzione di oggetti. Tra il XIII e il X secolo, i racconti illustrati apparvero come una nuova forma d'arte: una serie continua di immagini scolpite su stele di pietra quadrate. Ricordano un po' 'un fumetto, questi mostrano eventi come la guerra o la caccia, disposti in ordine dall'angolo in alto a sinistra a quello in basso a destra della stele con didascalie scritte sotto di essi. Questi e gli eccellenti sigilli tagliati mostrano che l'arte assira stava cominciando a superare quella di Babilonia. L'architettura ha visto l'introduzione di un nuovo stile di ziggurat, con due torri e piastrelle smaltate colorate.

### Legislazione
Tutti i cittadini maschi liberi erano obbligati a prestare servizio nell'esercito per un certo periodo, un sistema che era chiamato ilku- service. Durante il XIV e il XIII secolo fu prodotto un codice legale che, tra le altre cose, mostra chiaramente che la posizione sociale delle donne in Assiria era inferiore a quella delle società vicine. Agli uomini era permesso divorziare dalle loro mogli senza alcun compenso pagato a quest'ultima. Se una donna commetteva adulterio, poteva essere picchiata o messa a morte. Non è certo se queste leggi siano state applicate seriamente, ma sembrano essere un contraccolpo contro alcuni documenti più vecchi che garantivano cose come la parità di risarcimento a entrambi i partner in caso di divorzio. Anche le donne dell'harem del re e i loro servi erano soggetti a dure punizioni, come percosse, mutilazioni e morte.
L'Assiria, in generale, aveva leggi molto più severe della maggior parte della regione. Le esecuzioni non erano rare, né le frustate seguite dai lavori forzati. Alcuni reati hanno consentito all'imputato un processo sotto tortura / costrizione. Un tablet che copre i diritti di proprietà prevede pene brutali per i trasgressori. Un creditore potrebbe costringere i debitori a lavorare per lui, ma non a venderli.
Nonostante le dure leggi, l'Assiria era aperta alle relazioni omosessuali tra uomini. Nelle leggi medio-assire i crimini sessuali venivano puniti in modo identico sia che fossero omosessuali sia eterosessuali. Un individuo non subiva alcuna punizione per aver penetrato qualcuno di pari classe sociale, una prostituta di culto o qualcuno i cui ruoli di genere non erano considerati solidamente maschili. Tuttavia, i rapporti omosessuali tra commilitoni, con schiavi o assistenti reali, e con quelli in cui un soggetto socialmente altolocato era sottomesso o penetrato erano trattati come stupro e visti come cattivi presagi. I testi di Omen si riferivano ad atti omosessuali maschili senza giudizio o affermazione morale.

### Esplicative
1. ↑  Lafont et al., pp. 541-544: quello introdotto da Ashur-uballit I fu in definitiva il modus operandi di intromissioni politico-dinastiche sul trono di Babilonia che avrebbe di lì in avanti caratterizzato i rapporti tra l'Assiria e la potente città-stato mesopotamica.

### Bibliografiche
1. ↑  (EN) Assyria, 1365-609 B.C., su Heilbrunn Timeline of Art History, metmuseum.org, New York, Department of Ancient Near Eastern Art, The Metropolitan Museum of Art, aprile 2010.
2. ↑  (EN) John Boardman e I.E.S. Edwards, The Cambridge Ancient History, Cambridge University Press, 1982, ISBN 9780521224963. URL consultato il 22 novembre 2022.
3. ↑  Lafont et al., pp. 541-544.
4. ↑  Lafont et al., p. 544.
5. ↑  Lafont et al., pp. 545-546.
6. ↑  Roux, p. 263.
7. 1 2  Munn-Rankin.
8. ↑  Grayson, p. 108 §716.
9. ↑   Morgan C, The ancient Near East: historical sources in translation, a cura di Chavalas MW, Blackwell Publishing, 2006,  pp. 145–152.
10. ↑   Fales FM, Production and Consumption at Dūr-Katlimmu: A Survey of the Evidence, in Kühne H (a cura di), Dūr-Katlimmu 2008 and beyond, Harrassowitz Verlag, 2010,  p. 82.
11. ↑  Roux, pp. 26-34.
12. ↑  Synchronistic History, II:9–12.
13. 1 2  The encyclopædia britannica: a dictionary of arts, sciences, literature and general information, Volume 26, Edited by Hugh Chrisholm, 1911, p. 968
14. ↑  Bryce, Trevor. The Routledge Handbook of The People and Places of Ancient Western Asia: The Near East from the Early Bronze Age to the fall of the Persians Empire, p. 563.
15. ↑  Roux.
16. ↑  Roux, pp. 282-283.
17. ↑   Olmstead AT, The Calculated Frightfulness of Ashur Nasir Pal, in Journal of the American Oriental Society, vol. 38, 1918,  pp. 209-263, DOI:10.2307/592609.
18. ↑  Frahm, p. 192.
19. ↑  The Cambridge Ancient History "The fall of Assyria (635–609 B.C.)"
20. ↑   10 facts on the ancient Assyrian Empire of Mesopotamia, su learnodo-newtonic.com.
21. ↑   Pollard E, Tignor R e Rosenberg C, Worlds Together, Worlds Apart, W.W. Norton & Company, 2015,  p. 128, ISBN 978-0-393-92207-3.
22. ↑  see historical urban community sizes. Estimates are those of Chandler (1987).
23. ↑  Homosexuality in the Ancient World, by Wayne R. Dynes, Taylor & Francis, 1992, p. 8 and 460
24. ↑  Homoeroticism in the Biblical World: A Historical Perspective, by Martti Nissinen, Fortress Press, 2004, p. 24–28

### Fonti primarie
- Cronache babilonesi - ed. standard in (EN) Grayson AK, Assyrian and Babylonian Chronicles, 1975, ISBN 978-1-57506-049-1.
- Iscrizioni reali assire - ed. in (EN) Grayson AK, Assyrian Royal Inscriptions: Volume I, Wiesbaden, Otto Harrassowitz, 1972.

### Studi
- (EN) Eckart Frahm (a cura di), A Companion to Assyria, Wiley-Blackwell, 2017, ISBN 978-1-4443-3593-4.
- (FR) B. Lafont [et al.], Mésopotamie: De Gilgamesh à Artaban (3300-120 av. J.-C.), Parigi, Belin, 2017.
- (EN) S. Lafont, Middle Assyrian Period, in R. Westbrook (a cura di), A History of Ancient Near Eastern Law, Brill, 2003,  pp. 521-563.
- Mario Liverani, Antico Oriente: storia, società, economia, nuova ed., Bari-Roma, Laterza, 2009  [1988], ISBN 978-88-420-9041-0.
- Vincenzo Mistrini, Gli assiri: la prima superpotenza dell'Oriente Antico, Gorizia, LEG, 2022.
- (EN) J.M. Munn-Rankin, Assyrian Military Power, 1300-1200 B.C., in I.E.S. Edwards (a cura di), Cambridge Ancient History, 2, Part 2, History of the Middle East and the Aegean Region, c. 1380–1000 BC, Cambridge University Press, 1975,  pp. 287-288, 298.
- (EN) George Roux, Ancient Iraq, Londra, Penguin book, 1992, ISBN 978-0-14-012523-8.
- (DE) D.L. Stein, Mittelassyrische Kunstperiode, in E. Frahm (a cura di), Reallexicon der Assyriologie und Vorderasiatischen Archäologie, Volume VIII (3/4), Miete-Moab, Walter de Gruyter, 1994,  pp. 299-308.